# Cursa per la terra
Una cursa o febre per la terra (en anglès Land run o Land rush)era un esdeveniment en què terres dels Estats Units prèviament públiques i restringides es van obrir a l'assentament sobre la base de qui primer hi arribava se la quedava. Malgrat el nom, els terrenys se subdividien, s'obrien i es venien per ordre d'arribada o per licitació, o es guanyaven per loteria o per altres mitjans que no fossin una cursa. Els colons, sense importar com n'havien adquirit el dret d'ocupació, compraven la terra a l'Oficina de Terres dels Estats Units. Per a les antigues terres índies, l'Oficina de Terres va distribuir els fons de vendes a les diferents entitats tribals, d'acord amb els termes que s'havien negociat prèviament. L'Oklahoma Land Rush de 1889 va ser la més destacada de les febres per la terra, mentre que la Land Run de 1893 va ser la més extensa. L'obertura de l'antiga zona de Kickapoo el 1895 va ser l'últim cop que es va produir una cursa per la terra l'àrea actual d'Oklahoma.

## A Oklahoma
Després d'anys d'incursions i batudes a la zona central del que acabaria essent l'estat nord-americà d'Oklahoma, dirigides pels líders del moviment activista Boomers com ara David L. Payne, el Congrés finalment va acordar obrir el que es va anomenar les Terres no assignades. En total van tenir lloc set curses per la terra a Oklahoma, començant per l'inicial i més famós Land Rush del 22 d'abril de 1889, que va donar lloc als termes "Eighty-Niner" (un veterà d'aquesta carrera) i "Sooner". Aquesta àrea va conduir als actuals comtats d'Oklahoma de Canadian, Cleveland, Kingfisher, Logan, Oklahoma, i Payne
Els prop de dos milions d'acres de terra oberts a l'assentament blanc es trobaven en territori indi, una gran àrea que abans abastava gran part de l'Oklahoma actual. La Llei d'eliminació dels Indis de 1830 va conduir finalment al camí de les llàgrimes. A les tribus Creek i Seminole se'ls va concedir una àrea coneguda abans del Land Run com a Terres no assignades. Algunes tribus índies americanes van signar un tractat d'aliança amb la Confederació el 1861. Inicialment considerat inadequat per a la colonització blanca, es pensava que el Territori Indi era un lloc ideal per reubicar-hi els nadius americans que van ser allunyats de les seves terres tradicionals per donar pas a l'assentament blanc. Els trasllats van començar el 1817 i, a la dècada de 1880, el territori indi va ser una nova llar per a una varietat de tribus, com ara els chickasaw, choctaw, cherokee, Creek, cheyenne, comanche i apache.
El Land Run del 22 de setembre de 1891, va obrir les terres d'Iowa, Sac i Fox, Potawatomi i Shawnee a l'assentament. El terreny va obrir 6.097 parcel·les de 160 acres (65 Ha) cada una dels terrenys de l'antiga reserva. L'endemà, es va dur a terme una cursa per la terra per establir Tecumseh, la ubicació prèviament designada de la seu del comtat del Comtat B, més tard rebatejat com a Comtat de Pottawatomie. El 28 de setembre de 1891 es va dur a terme una altra cursa per la terra per assentar Chandler, la ubicació prèviament designada de la seu del Comtat A, més tard rebatejada com a Comtat de Lincoln.
El Land Run del 19 d'abril de 1892 va obrir les terres Cheyenne i Arapaho.
El Land Run del 16 de setembre de 1893 es coneixia com la cursa pel Cherokee Strip. Va obrir 8.144.682,91 acres (uns 3,3 milions d'hectàrees) per a l'assentament. La terra va ser comprada als Cherokees. Va ser la cursa per la terra més gran de la història dels Estats Units, quatre vegades més gran que el Land Rush de 1889. El museu Cherokee Strip Regional Heritage Centre a l'extrem oriental d'Enid, Oklahoma, commemora aquest esdeveniment.
L'última cursa per la terra a Oklahoma va ser la Land Run de 1895 per assentar-se a les terres de Kickapoo. Cada cursa havia presentat molts problemes i el govern federal va considerar que era una manera ineficient de distribuir terres als futurs colons. Després de 1895, el govern va repartir terres mitjançant subhastes segellades. Les principals obertures d'aquest mètode van incloure la reserva Kiowa-Comanche-Apache (1901), la reserva Wichita-Caddo (1901) i la Gran Pastura (1906).
Hi va haver una cursa per la terra al segle xx, però a una escala molt més petita, que es va fer per seleccionar terrenys a la comunitat d'Arcàdia, el 6 d'agost de 1901. Va ser similar a la carrera per establir-se a Chandler el 1891.

## Llegat
En honor al Centenari de l'estat d'Oklahoma, l'escultor Paul Moore va guanyar l'encàrrec per al Monument del Centenari d'Oklahoma. A mida que Moore anava completant el monument format per 45 peces, com ara cavalls i genets, vagons i equips de cavalls, gossos i altres, s'anaven instal·lant a la part inferior de Bricktown, Oklahoma. Encara per acabar (2022), el monument cobreix aproximadament 365 peus (111 m), la qual cosa la converteix en una de les escultures de bronze més grans del món.

## A la cultura popular
- Les Land Runs d'Oklahoma de 1889 i 1893 van ser retratades a la novel·la d' Edna Ferber de 1929, Cimarron, així com les pel·lícules de 1931 i 1960 del mateix nom basades en la novel·la.
- La Land Run de 1893, també coneguda com a Cherokee Strip Land Run, va ser retratada a les pel·lícules Tumbleweeds (1925) i Far and Away (1992) i també va ser representada a la novel·la de 1969 The Thundering Prairie de M. A. Hancock.